# 岑建勳
岑建勳（英語：John Shum；1952年5月21日—）出生於广东恩平，后定居香港。是香港聞名的社会活动家、主持人、跨媒体人、记者、电影導演、监制、编剧、策划、投资人和演員，同時，也是香港著名的时事评论员。
岑建勳曾任香港演藝人協會的副會長和秘書長，統籌策劃過多個大型活動，動員過兩岸三地過千演藝界、社會各界的名人明星參與，包括：1989年的《民主歌聲獻中華》、1991年為華東水災募捐的《演藝界總動員--忘我大匯演》以及忘我大電影《豪門夜宴》、2003年全民抗擊SARS非典型肺炎的《1:99電影行動》、2008年救助四川地震的《演藝界512關愛行動》大匯演、2009年捐助台灣八八水災的《88水災關愛行動》大匯演、2010年為青海玉樹地震災民籌款的《演藝界情繫玉樹關愛行動》大匯演等等。

## 生平
岑建勳於1965年畢業於李鄭屋官立小學。及後入讀天主教伍華中學。在1970年代，岑建勳留学英国，担任外国的亚洲时事记者。及后返回香港创业，岑建勳早年曾參與香港的左翼社會運動，加入組織包括“革命马克思主义者同盟”、「每日戰訊」及「新青學社」（街坊工友服務處前身），故此多年來岑都會為街坊工友服務處在各級選舉中助選。岑建勳热爱文化事业，曾任香港著名文化杂志《號外》的主编。岑建勳一向关心时事政治，虽长于殖民地香港，却从小怀着回祖国（中国大陆）建设的赤子之心，自1970年代开始，岑建勳就活跃参与各类爱国运动，如保釣運動等，并与好友香港“奇女子”狄娜等热心公益人士，多次于大陆、香港和台湾的报刊发表长篇联署、社论和时评，岑执意要身体力行地改革社会不公，努力为弱势群体谋求福利，并且要大力推动香港和大陆的安定繁荣，因而在加入电影圈后，仍多次就香港和大陆政制问题出言献策，并致力参与。
岑建勳曾於1974年9月12日新蒲崗騷亂中被捕，被控未經警務處長批准而使用揚聲器，後被判罰款200港元。
担任新闻工作期间，岑建勳自主独立拍摄多部新闻纪录片，主要题材包括中国社会、香港时政等；其后于1978年机缘巧合通过外国纪录片导演引荐，认识了不少香港电影新浪潮的导演和主创人员，当中包括徐克、吴宇森、許鞍華、陳欣健、甘國亮等，自此开始加入香港电影圈，从事电影创作、策划、投資、发行等幕後工作。
1980年代初，岑建勳和陳欣健，劉天蘭合作，在香港商業電台主持一個十分成功的節目「時空穿梭三小時」， 其中一個環節由岑建勳扮演一位由潮州到香港的新移民「雷勁」，操有潮州口音的廣東話，嬉笑怒罵，針砭時弊，大受聽眾歡迎。由於角色的成功，岑建勳亦由幕後轉到更多幕前發展。
岑建勳還活躍於電影幕前演出，曾參與多部賣座電影，如《五福星》系列、《神勇雙響炮》系列、《省港旗兵》系列、《豪門夜宴》等，因為其外貌古怪，頭髮蓬鬆、散亂、捲曲而且禿頂，因此岑建勳的電影形象深入民心，被稱為「獅子頭」（亦是他在電影《聖誕奇遇結良緣》、《踢到寶》等中的角色名字）、「貝多芬」（亦是他在電影《神勇雙響炮》、《雙龍出海》等中的角色名字）、「捲毛」（亦是他在電影《大小不良》、《鐵甲無敵瑪利亞》等中的角色名字）等。
此外，岑在電影中扮演的潮州籍人士也膾炙人口，尤為一口古靈精怪的潮州話和國語，更塑造了岑建勳另類的獨特形象，被稱為港產片中的「潮州怒漢」，但其實岑不是潮州人。
除娛樂大眾的電影演出外，岑建勳亦活躍於電視舞台，憑藉其邏輯緊密、口才了得的風格，古怪突出的形象，成為香港著名的「金牌司儀」，主持過多個香港電視的綜藝節目，如香港無綫電視的《歡樂今宵》、《香港小姐》、《歡樂滿東華》等，香港亞洲電視的《每週一謝》、《亞洲小姐》、《肥趣電視台》等，也曾擔任過多屆香港電影金像獎頒獎典禮的大會司儀。除綜藝節目外，岑建勳也有智慧、博學、深度的一面，其擔任過多個嚴肅正經的時事政論節目的主持和嘉賓，其一針見血的觀點，敢言的作風，獨特的社會視覺，敢作敢為的態度，更讓觀眾震撼和青睞。1980年代末，岑建勳更憑藉其公眾影響力，動員和組織香港電影界，為中國大陸的政治事件、天災人禍發聲，和舉行募捐等大型活動，是香港娛樂圈、文藝圈中為數不多亦莊亦諧的主持人和社會活動家，觀眾也能接受岑建勳同時並存的喜劇形象以及憂國憂民的社會活動家形象。2000年，岑復出電視，再次擔任時事節目的嘉賓和主持，如無綫電視《大國崛起》、香港有線電視的時事評論節目、香港電台《頭條新聞》等。
岑建勳在1984年，與洪金寶合組「德寶電影公司」，翌年接管了邵氏電影旗下院線，曾拍攝多部受歡迎的電影作品，如《皇家師姐》系列、《富貴逼人》系列、《秋天的童話》等，岑建勳也鼓勵中小成本的創意實驗電影開拍，因此岑主政的德寶電影公司，除不斷拍攝面向市場、商業味濃的港產片外，也開創出創意無限的香港文藝電影和另類的非主流電影，如孕育出《癲佬正傳》、《最愛》、《等待黎明》、《聽不到的說話》、《神奇兩女俠》、《最後勝利》等文藝氣息相對濃厚或題材大膽，引起社會發人深省的作品，同時讓張婉婷、羅啟銳、甘國亮、爾冬陞、冼杞然、章國明、關錦鵬等銳意創新的電影導演大放異彩。1987年，岑建勳與老闆潘廸生在公司管理問題上意見不合，遂離開德寶電影公司，其職位由冼杞然補缺。
除德寶電影公司外，岑建勳在1985年與陳冠中合組編導製作社，製作了多部非主流的電影作品，如梁普智導演的《補鑊英雄》、爾冬陞導演的《人民英雄》、譚家明導演的《殺手蝴蝶夢》、張婉婷導演的《八兩金》、陸劍明導演的《褲甲天下》等，拍完《八兩金》後，岑建勳無意再拍電影，編導製作社在1990年出品台灣導演陳坤厚的《春秋茶室》後結業。
1990年代初，岑建勳創辦「號外兒童周刊」（今明報兒童周刊）。1990年代中期開始，岑建勳离开香港，移民加拿大，并返回台湾，經營台灣有線電視頻道，使台湾电视市场打破传统台湾电视业“老三台”的局面。岑创办的电视台包括與陳冠中共同創辦的超級電視台。
作為香港為數不多、能有強大號召力的知名藝人和社會活動家，1993年，岑建勳倡導香港演藝界成立「香港演藝人協會」，其擔任副會長等職務至今。
岑建勳也參與制訂香港政府振興港產片的各種政策，同時也是香港電影發展局的顧問委員，香港電影金像獎的籌委會委員，對香港電影、中國電影的發展具有影響力。
2004年，岑建勳返回中國大陸，開設經營大地電影公司，主力開設內地電影院線，投資和發行香港和內地電影，岑接受採訪時稱目前主要任務是致力振興香港和中國大陸電影業。2009年，岑建勳投資拍攝羅啟銳編劇、張婉婷導演的《歲月神偷》，一舉奪得德國柏林影展的水晶熊獎，以及橫掃香港電影金像獎的多個獎項，被外界稱為香港本土電影業復甦的一大標誌。
岑建勳目前已退休。

## 個人生活
岑建勳有3段婚姻，均以離婚收場。1970年與區艷璋結婚，5年後（1975年）離婚。1984年与香港媒体人劉天蘭結婚，4年後（1988年）離婚，育有一女岑寧兒（歌手）。1991年，岑建勳與1980年代活躍香港電影圈的香港小姐謝寧結婚，14年後（2005年）離婚，育有兩女岑寧童及岑寧樂。
2012年，岑建勳與立法會前議員陳淑莊傳緋聞。
2014年6月，香港蘋果日報報導，岑建勳與曾參選1991年度香港小姐的何婉盈相戀，兩人已拍拖半年，5月份曾同遊法國酒莊及馬場。二人年紀差距19年。

## 政治角色
早于1970年代，岑建勳已经参与各式反资本主义剥削的左翼运动，但却公然反对文革。岑建勳在法國時，與吳仲賢一起加入托派组织，回港后又参加了革命马克思主义者同盟。在香港，積極參與多次群眾活動，包括反殖民、反越戰（反戰）、保釣及中文運動，被殖民地政府逮捕十三次。與此同時，岑亦參與後來改組為參政及勞工團體街坊工友服務處前身的新青學社工人夜校，並在當中任教，夜校改組街工並投入參與三級議會選舉後，岑曾多次助選，尤其幫忙為視作街工核心人物的梁耀忠角逐立法會議員的選舉工程。及后，中國实施改革开放，岑建勳则公开支持邓小平、胡耀邦、赵紫阳的改革政制思路，并联同一群香港左翼媒体人如陈冠中、刘锐绍等多次公开联署。
及至1989年，北京爆發以學生為主的民主運動（天安門六四事件），並席捲全國。岑建勳高調支持，並籌組參與支聯會，以支聯會副主席身份在香港發起為北京學生籌款的募捐活動，聯同梅艷芳、曾志偉、成龍、鄧麗君、沈殿霞、張國榮等香港著名藝人，在跑馬地舉辦了一場數十萬人參與的「民主歌聲獻中華」大型籌款演唱會。他亦身體力行，將善款送去北京天安門廣場，及後於外國電視媒體拍攝的記錄片《天安門》中，岑用英文與民運人士封從德等人一起接受外籍記者訪問。其也曾任香港市民支援愛國民主運動聯合會的副主席。並曾參與協助大陸民運分子外逃的「黃雀行動」，其後被北京政府點名責備。2009年「六四事件二十週年」，在接受香港有線電視《神州穿梭》採訪時，岑建勳首次透露，其參與黃雀行動後，一直被禁止返回大陸，直至2004年7月通過時任香港特首董建華的幫忙，才獲北京發出一次過回鄉證。
2004年後，岑建勳能自由進出中國大陸，並在中國大陸多個城市投資大地院線和開設多家戲院。自此，岑建勳與中華人民共和國多個部委官員保持良好的關係，經常獲邀出席國務院港澳辦、外交部、廣電總局等部門的活動。有報導稱，2003年7月1日香港爆發五十萬人的「七一遊行」後，中央政府希望廣泛收集瞭解香港社會各界的民意，團結統戰香港各界，特邀岑建勳返回大陸，作為中央政府和香港民間的溝通橋樑，也通過岑建勳，促進中央政府與香港文藝界、娛樂圈、電影界的關係。
不過，岑建勳至今未有擔任中華人民共和國任何政治層面的角色，如政協和人大。2011年，岑建勳接受香港無綫電視《新聞透視》專訪時稱，其肯定國家的發展，但對國家政策、歷史仍堅定自己的原則和立場，並稱無悔當年的社會活動。
他在2012年高調支持學民思潮的反對香港特區政府推動德育及國民教育科運動，並與六名1970年代的社運份子加入絕食行列。

## 電影作品
| 年代   | 片名               | 角色         | 備註         |
| ------ | ------------------ | ------------ | ------------ |
| 1980年 | 第一類型危險       | 政治部人員   |              |
| 1981年 | 摩登天師           |              |              |
| 1981年 | 文仔的肥皂泡       |              |              |
| 1981年 | 鬼馬智多星         | 舞廳樂手     | 客串         |
| 1982年 | 俏皮女學生         | 谷老師       |              |
| 1983年 | 奇謀妙計五福星     | 蘇積／捲毛   | 台：五福星   |
| 1983年 | 退休探長           |              |              |
| 1984年 | 最佳拍檔之女皇密令 | 代理警司     | 客串         |
| 1984年 | 神勇雙響炮         | 貝多芬       | 策劃         |
| 1984年 | 雙龍出海           | 貝多芬       | 策劃         |
| 1984年 | 省港旗兵           | 未演出       | 策劃         |
| 1984年 | 大小不良           | 捲毛         | 策劃         |
| 1984年 | 快餐車             | 精神病患     | 客串         |
| 1984年 | 等待黎明           |              | 監製         |
| 1985年 | 老友鬼鬼           | 魏斯理       |              |
| 1985年 | 夏日福星           | 冬蟲草       |              |
| 1985年 | 智勇三寶           | 貝多芬       |              |
| 1985年 | 聖誕奇遇結良緣     | 獅子頭       | 台：汽水炸彈 |
| 1985年 | 皇家師姐           | 使立消       |              |
| 1985年 | 生死線             | 張老師       |              |
| 1986年 | 奪寶計上計         |              |              |
| 1986年 | 癲佬正傳           | 岑醫生       | 監製         |
| 1986年 | 最愛               |              | 監製         |
| 1986年 | 雙龍吐珠           | 貝多芬       | 監製         |
| 1986年 | 兄弟               |              | 監製         |
| 1986年 | 龍在江湖           |              | 監製         |
| 1987年 | 呷醋大丈夫         | 蔡心         |              |
| 1987年 | 最後勝利           |              | 監製         |
| 1987年 | 不是冤家不聚頭     |              | 監製         |
| 1987年 | 秋天的童話         |              | 監製         |
| 1987年 | 歡樂5人組          |              | 監製         |
| 1987年 | 人民英雄           |              | 監製         |
| 1988年 | 鐵甲無敵瑪利亞     | 捲毛         | 監製         |
| 1988年 | 八星報喜           | 粵劇觀眾     | 客串         |
| 1988年 | 好女十八嫁         | 蘇大忠       |              |
| 1988年 | 陷阱邊沿           |              |              |
| 1988年 | 七小福             | 街頭棋王     |              |
| 1989年 | 奇蹟               | 記者         |              |
| 1989年 | 開心巨無霸         | 鄭老闆       | 出品人       |
| 1989年 | 群龍戲鳳           | 尤五         |              |
| 1989年 | 小小小警察         | 毒販         | 客串         |
| 1989年 | 忠義群英           |              | 監製         |
| 1989年 | 八兩金             |              | 監製         |
| 1990年 | 咖喱辣椒           | 麵舖老闆勁哥 | 客串         |
| 1991年 | 豪門夜宴           | 捲毛         | 監製         |
| 1991年 | 莎莎嘉嘉站起來     | 姚寶寶       |              |
| 1991年 | 棋王               | 程凌         |              |
| 1992年 | 踢到寶             | 獅子頭       |              |
| 1993年 | 虎穴屠龍之轟天陷阱 |              |              |
| 2002年 | 三更               | 照相師       |              |
| 2004年 | 天作之盒           | 范智傑醫生   |              |
| 2004年 | 新警察故事         | 股票經紀     | 客串         |
| 2007年 | 春田花花同學會     |              |              |
| 2007年 | 老港正傳           | 陸佑         |              |
| 2009年 | 十月圍城           | 攝影師       |              |
| 2012年 | 桃姐               | 本人         | 客串         |
| 2024年 | 爸爸               | 法官         |              |

## 獎項記錄
| 年份   | 頒獎典禮            | 獎項       | 電影       | 結果 |
| ------ | ------------------- | ---------- | ---------- | ---- |
| 1985年 | 第4屆香港電影金像獎 | 最佳電影   | 等待黎明   | 提名 |
| 1985年 | 第22屆金馬獎        | 最佳劇情片 | 等待黎明   | 提名 |
| 1986年 | 第23屆金馬獎        | 最佳劇情片 | 最愛       | 提名 |
| 1986年 | 第23屆金馬獎        | 最佳劇情片 | 癲佬正傳   | 提名 |
| 1987年 | 第6屆香港電影金像獎 | 最佳電影   | 癲佬正傳   | 提名 |
| 1987年 | 第6屆香港電影金像獎 | 最佳電影   | 兄弟       | 提名 |
| 1987年 | 第24屆金馬獎        | 最佳劇情片 | 秋天的童話 | 提名 |
| 1988年 | 第7屆香港電影金像獎 | 最佳電影   | 秋天的童話 | 獲獎 |
| 1988年 | 第7屆香港電影金像獎 | 最佳電影   | 最後勝利   | 提名 |
| 1989年 | 第9屆香港電影金像獎 | 最佳電影   | 八兩金     | 提名 |